# محوطه مندلسر الیاسی
محوطه مندلسر الیاسی مربوط به هزاره اول قبل از میلاد - دوره اشکانیان - دوره ساسانیان - سده‌های اولیه و میانه دوران‌های تاریخی پس از اسلام است و در شهرستان مراغه، بخش مرکزی، دهستان سراجوی شمالی، ۴/۵ کیلومتری روستای خلیفه کندی واقع شده و این اثر در تاریخ ۲۷ اسفند ۱۳۸۶ با شمارهٔ ثبت ۲۲۵۴۷ به‌عنوان یکی از آثار ملی ایران به ثبت رسیده است.